# Haval Chitu
 (août 2023).
Le Haval Chitu (chinois : 哈弗赤兔 ; pinyin : Hāfú Chìtù) est un crossover compact produit par le constructeur automobile chinois Great Wall Motors pour sa marque Haval.

## Aperçu

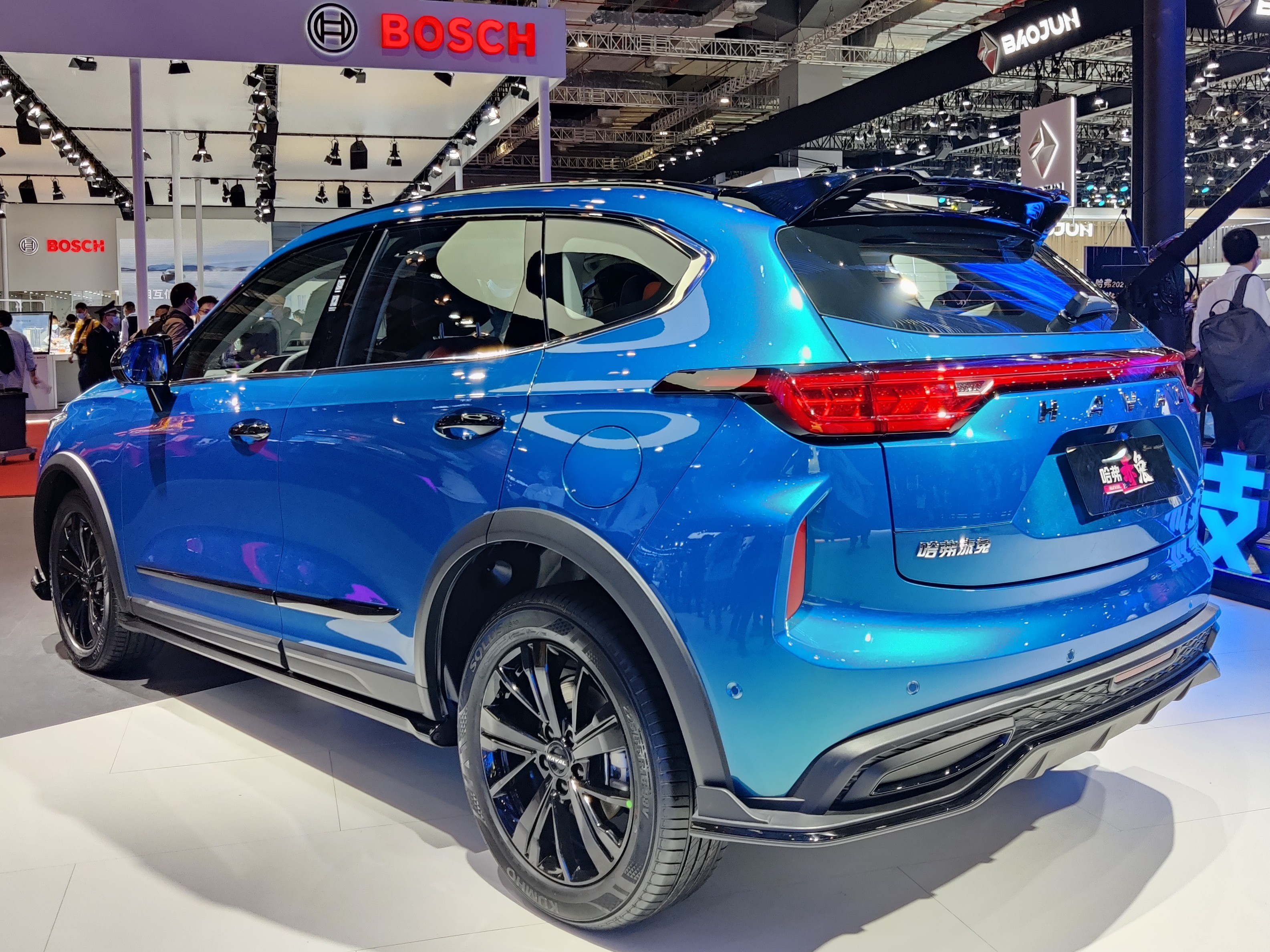
Haval Chitu, arrière

Le Chitu a été présenté en tant que successeur du Haval F5 en février 2021. Les ventes du Chitu ont commencé deux mois plus tard au Salon de l'automobile de Shanghai en Chine deux mois plus tard.
Le terme Chitu est le mot chinois pour «lièvre rouge» en français. Cela fait du Chitu, après le Haval Big Dog, le deuxième modèle de la marque à porter le nom d'un animal.

### Groupe motopropulseur
Le Haval Chitu est propulsé par un moteur essence Turbo de 1,5 litre réglé pour produire 150 ch (110 kW) et 220 N m, et une version plus puissante qui est réglée pour produire 184 ch (135 kW) et 275 N m, associée à une transmission à double embrayage. Une variante hybride est également disponible avec la combinaison d'un moteur essence atmosphérique de 1,5 litre et d'un moteur électrique, développant une puissance combinée de 190 ch.